# Smalsjön (By socken, Dalarna)
Smalsjön är en sjö i Avesta kommun i Dalarna och ingår i Dalälvens huvudavrinningsområde.